# Санжинов, Леонид Ковальевич
Леони́д Кова́льевич Санжи́нов (31 января 1912, станица Потаповская, область Войска Донского — 4 октября 2013, Элиста, Республика Калмыкия) — заслуженный учитель школы РСФСР, заслуженный учитель Калмыцкой АССР, почётный гражданин города Элисты.

## Биография
Родился 31 января 1912 года в станице Потаповской Верхнего улуса Сальского округа области Войска Донского. После получения среднего образования поступил в Саратовский университет, который не окончил по причине болезни. Некоторое время работал учителем математики в одной из школ на Ставрополье. 
С 1933 года работал в средней школе в селе Троицкое, с 1943 года был заведующим отделом образования Малодербетовского улуса. В довоенное время получил педагогическое образование.
В декабре 1943 года во время депортации калмыцкого народа был сослан в Хакасию, где работал учителем физики и математики. 
С 1947 года жил в Киргизии.
После возвращения в 1957 году в Калмыкию был назначен инспектором Министерства просвещения Калмыцкой АССР. 
С 1964 года работал директором средней школы № 10 города Элисты. 
В 1965 году был назначен заведующим отделом образования города Элисты — на этой должности проработал до выхода на пенсию в 1972 году.
31 января 2012 года был награждён нагрудным знаком «За заслуги перед городом Элиста» в связи со 100-летним юбилеем.
Ушел из жизни 4 октября 2013 года.